# 正宗白鳥

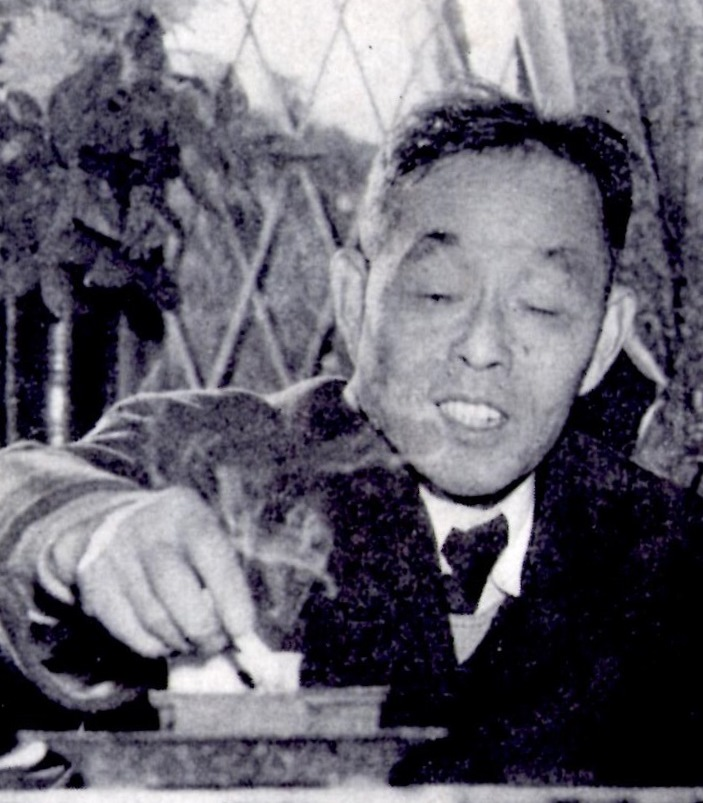
正宗白鳥

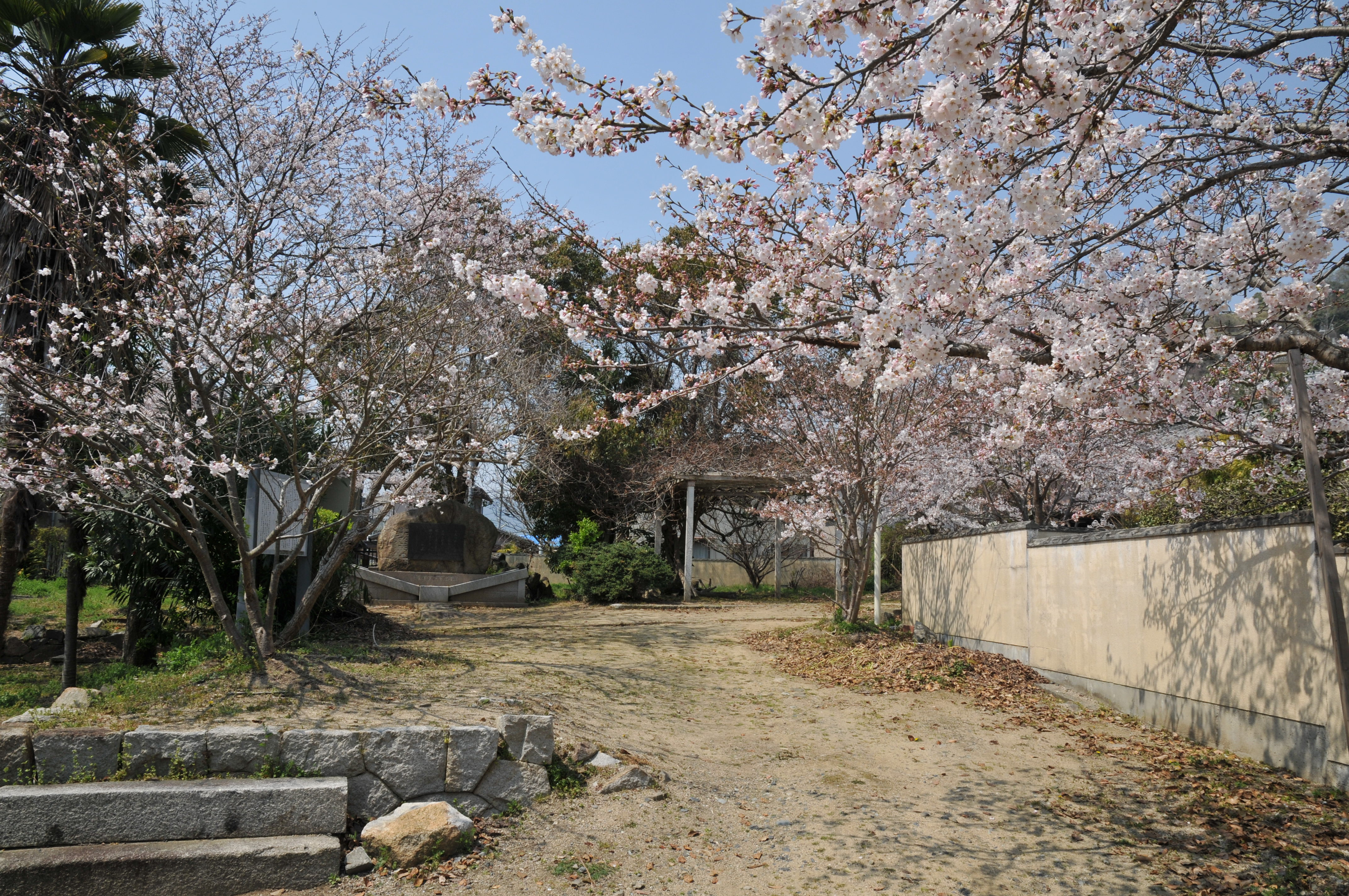
生家跡

正宗 白鳥（まさむね はくちょう、1879年（明治12年）3月3日 - 1962年（昭和37年）10月28日）は、明治から昭和にかけて活躍した日本の小説家、劇作家、文学評論家。本名は正宗 忠夫（まさむね ただお）。別号は剣菱、影法師。岡山県生まれ。東京専門学校文学科卒。虚無的人生観を客観的に描く自然主義の代表作家として出発。批評精神に満ちた冷徹な境地を拓いた。評論にも優れている。戯曲も知られる。日本芸術院会員、文化功労者、文化勲章受章者。
旧家の長男として生まれる。虚弱で、幼時からの生への不安が、後のニヒリズムの気質を育てたという。読売新聞社で文芸時評を書いたのち、『塵埃』(1907年)で自然主義文学の代表的作家に。『何処へ』(1908年)、『泥人形』(1911年)など否定的人生観を反映した作品が多い。
鋭い批評を行い、晩年は文壇の御意見番的存在であった。評論に『作家論』(1941年)、戯曲に『安土の春』(1925年)などがある。

## 経歴
岡山県和気郡穂浪村（現在の備前市穂浪）に生まれる。江戸時代の正宗家は代々網元であり、高祖父の雅明の代までは材木商も営んだ財産家であった。閑谷黌を卒業し、1896年（明治29年）東京専門学校（後の早稲田大学）に入学。在学中に植村正久・内村鑑三の影響を受けキリスト教の洗礼を受ける。史学科、英語科に在籍し、1901年（明治34年）文学科を卒業。『読売新聞』1901年7月1日に、「花袋作『野の花』」を発表し、花袋と間に論争がおこる。早大出版部を経て、1903年（明治36年）読売新聞社に入社。文芸・美術・教育を担当し、そこで上司小剣を知った。翌1904年（明治37年）からは読売に劇評を寄せ始める。
1904年（明治37年）処女作品となる『寂寞』を発表し文壇デビューする。1908年（明治41年）に発表した、日露戦争後の青年像を描いた『何処へ』は彼の代表作であり、自然主義文学に新分野を開き注目された。読売新聞1909年9月1日-1911年6月12日に「落日」を連載。1910年（明治43年）読売新聞社を退社して作家として自立する。1911年（明治44年）甲府市の油商清水徳兵衛の娘・つ禰と結婚。この頃、本間久雄は評論書『高台より』上で、諸作品から見た正宗の思想は「シニシズムの哲学」であると評している。
昭和期になると、活動の主点を評論に置く。1936年（昭和11年）1月24日-25日の読売新聞に小林秀雄が「作家の顔」という小論文を掲載した。その中に、『読売新聞』同年1月11日-12日に正宗がトルストイについて書いた評論「トルストイについて」に対する非難が掲載されており、『中央公論』などを舞台に小林と正宗との間に「思想と実生活論争」が起こった。
1935年（昭和10年）、外務省文化事業部の呼びかけに応えて島崎藤村・徳田秋声らと日本ペンクラブを設立。1940年（昭和15年）、帝国芸術院会員。1943年（昭和18年）の秋、それまで別荘として使っていた長野県軽井沢町の家に疎開し、その後1957年（昭和32年）に大田区南千束の家に帰るまで居住しつづけた。1943年（昭和18年）11月3日から1947年（昭和22年）2月12日まで日本ペンクラブの2代目会長。1950年（昭和25年）文化勲章受章。1962年（昭和37年）膵臓癌による衰弱のため、飯田橋の日本医科大学付属病院で死去（83歳）。墓所は多磨霊園にある。
白鳥は6男3女の長男で、弟に画家の正宗得三郎、国文学者の正宗敦夫、植物学者の正宗厳敬が、甥に日本興業銀行第3代頭取となった正宗猪早夫がいる。

## 代表作

### 小説
- 『寂寞』（1904年）
- 『何処へ』（1908年）
- 『泥人形』（1911年）
- 『入江のほとり』（1915年）
- 『牛部屋の臭ひ』（1916年）
- 『毒婦のやうな女』（1920年）
- 『生まざりしならば』（1923年）
- 『戦災者の悲み』（1946年）
- 『人間嫌ひ』（1949年）
- 『銀座風景』（1950年）
- 『日本脱出』（1949年～1953年）
- 『人生恐怖圖』（1956年）

### 戯曲
- 『白壁』（1912年）
- 『秘密』（1914年）
- 『人生の幸福』（1923年）
- 『影法師』（1923年）
- 『ある心の影』（1923年）
- 『梅雨の頃』（1923年）
- 『ある病室』（1923年）
- 『農村二日の出来事』（1923年）
- 『隣家の夫婦』（1924年）
- 『最後の女』（1924年）
- 『大地震』（1924年）
- 『雲の彼方へ』（1924年）
- 『観劇の後』（1924年）
- 『柿の木』（1924年）
- 『老醜』（1924年）
- 『ある文学者の心』（1925年）
- 『安土の春』（1925年）
- 『勝頼の最後』（1925年）
- 『歓迎されぬ男』（1925年）
- 『光秀と紹巴』（1925年）

### 評論
- 『文壇人物評論』（1932年）
- 『自然主義盛衰史』（1948年）
- 『内村鑑三』（1950年）
- 『文壇五十年』（1954年）
- 『作家論』、『文壇的自叙伝』、『読書雑記』等多数ある

### 全集
- 『正宗白鳥全集』全13巻  新潮社、1965-68年 - 代表作を収める
- 『正宗白鳥全集』全30巻 福武書店、1983-86年 - ほぼ全文業を収む

## 伝記
- 後藤亮『正宗白鳥　文学と生涯』思潮社、1966
- 高橋英夫『異郷に死す　正宗白鳥論』福武書店、1986
- 大嶋仁『正宗白鳥　何云つてやがるんだ』ミネルヴァ書房〈日本評伝選〉、2004